# Caroline Corr
Caroline Georgina Corr, née le 17 mars 1973, jour de la fête de la Saint-Patrick, à Dundalk (Irlande, comté de Louth) est la percussionniste du groupe irlandais The Corrs.

## Biographie
Elle joue de la batterie, du bodhrán (tambour traditionnel irlandais), du piano et chante parfois en seconde voix.
Caroline a deux sœurs (Andrea, née en 1974 et Sharon, née en 1970) et un frère (Jim, né en 1964).

## Discographie (avec The Corrs)
- 1995 : Forgiven, Not Forgotten
- 1996 : Live
- 1997 : Talk on Corners
- 1999 : The Corrs Unplugged
- 2000 : In Blue
- 2001 : Best of The Corrs
- 2002 : VH1 Presents: The Corrs, Live in Dublin
- 2004 : Borrowed Heaven
- 2005 : Home
- 2015 : White Light
- 2017 : Jupiter Calling